# Земляничный (Ивановская область)
Земляни́чный — деревня в Фурмановском районе Ивановской области, входит в состав Широковского сельского поселения.

## История
В 1981 году указом Президиума Верховного Совета РСФСР посёлок центральной усадьбы совхоза «Фурмановский» переименован в Земляничный.

## Население
| 2010 |
| ---- |
| 246  |